# Clytellus canaliculatus
Clytellus canaliculatus är en skalbaggsart som beskrevs av Holzschuh 1993. Clytellus canaliculatus ingår i släktet Clytellus och familjen långhorningar. Inga underarter finns listade i Catalogue of Life.